# Altay (Xinjiang)
Cette page contient des caractères spéciaux ou non latins. S’ils s’affichent mal (▯, ?, etc.), consultez la page d’aide Unicode.
Pour les articles homonymes, voir Altaï (homonymie).
Altay (阿勒泰 ; pinyin : Ālètài ; ouïghour : قۇمۇل / Altay) est une ville de la région autonome du Xinjiang en Chine. C'est une ville-district, chef-lieu de la préfecture d'Altay.

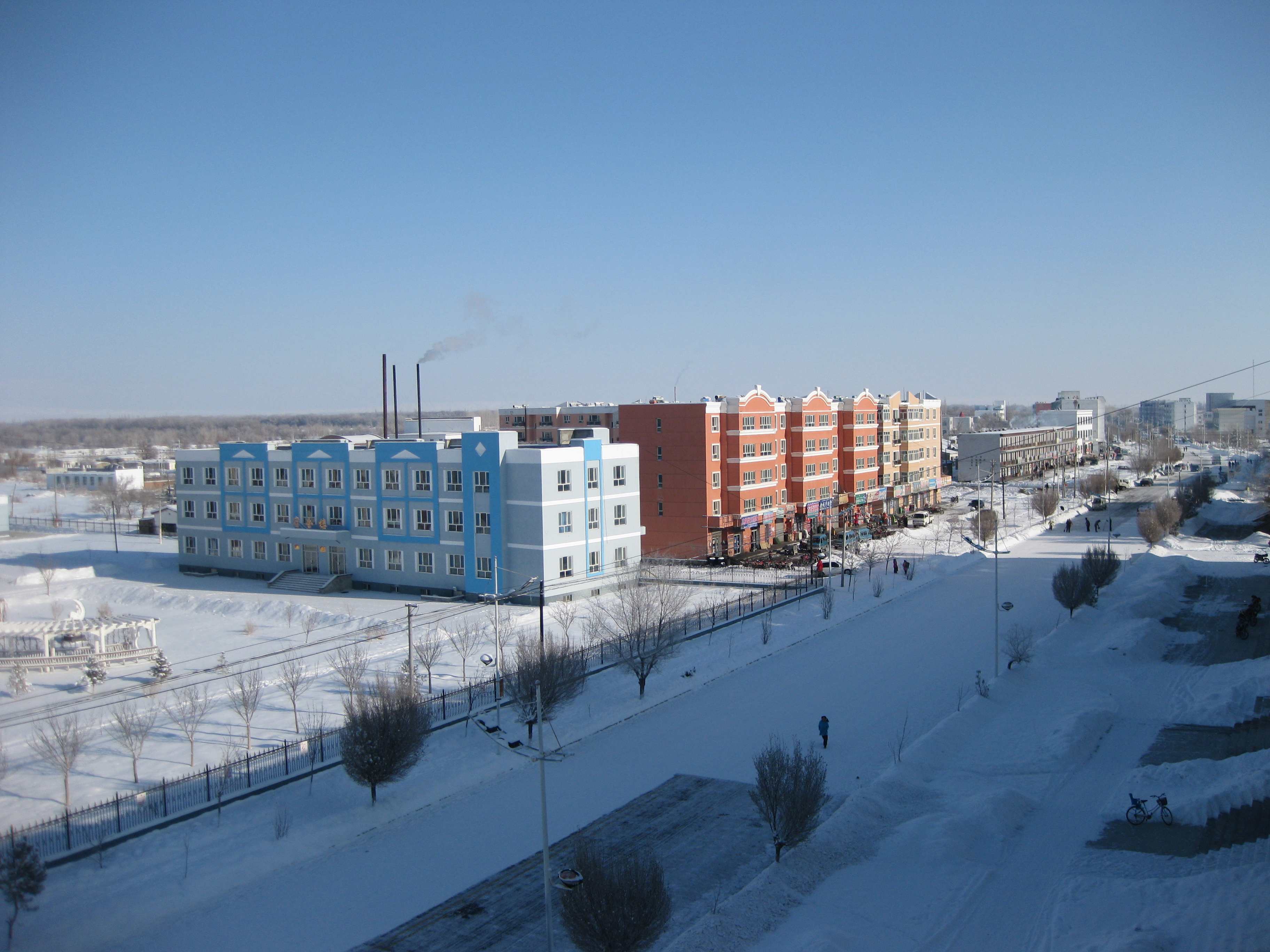
Rue principale du 181e régiment en hiver

## Climat
Les températures moyennes pour la ville d'Altay vont d'environ −16,1 °C pour le mois le plus froid à +22,0 °C pour le mois le plus chaud, avec une moyenne annuelle de 4,3 °C (chiffres arrêtés en 1991), et la pluviométrie y est de 175,3 mm (chiffres arrêtés en 1990).
| Mois                                | jan.  | fév.  | mars | avril | mai  | juin | jui. | août | sep. | oct. | nov. | déc.  | année |
| ----------------------------------- | ----- | ----- | ---- | ----- | ---- | ---- | ---- | ---- | ---- | ---- | ---- | ----- | ----- |
| Température minimale moyenne (°C)   | −21,8 | −20,7 | −11  | 1,7   | 8,7  | 13,4 | 15,2 | 13,4 | 8    | 0,8  | −9,5 | −18,7 | −1,7  |
| Température moyenne (°C)            | −16,1 | −14,7 | −5,4 | 7,5   | 15,4 | 20,3 | 22   | 20,3 | 14,4 | 5,8  | −4,8 | −13,4 | 4,3   |
| Température maximale moyenne (°C)   | −9,9  | −8,1  | 0,4  | 13,6  | 21,7 | 26,7 | 28,2 | 26,9 | 21,2 | 11,6 | 0,5  | −7,8  | 10,4  |
| Précipitations (mm)                 | 11,5  | 9,7   | 8,7  | 10,9  | 18,1 | 14,2 | 22   | 13,6 | 15,4 | 16,6 | 19   | 15,6  | 175,3 |
| Nombre de jours avec précipitations | 2,9   | 2,7   | 2,4  | 2,5   | 3,6  | 3,2  | 4,1  | 2,9  | 3,1  | 3,5  | 4,3  | 4,2   | 39,4  |

## Démographie
La population du district était de 214 718 habitants en 1999, et celle de la ville était estimée à 143 841 habitants en 2007.

## Transports
Il existe un vol quotidien de la compagnie China Southern Airlines entre l'Aéroport d'Altay (code AITA : AAT) et la capitale provinciale Ürümqi.